# Lycaena themis
Lycaena themis är en fjärilsart som beskrevs av Grum-grshimailo 1891. Lycaena themis ingår i släktet Lycaena och familjen juvelvingar. Inga underarter finns listade i Catalogue of Life.